# António Elísio Capelo Pires Veloso
Capelo Pires Veloso est un nom portugais ; le premier nom de famille (d'usage facultatif) est Capelo Pires et le second est Veloso.
António Elísio Capelo Pires Veloso, surnommé le Vice-rei do Norte (Vice-roi du Nord), né le 10 août 1926 à Gouveia et mort le 17 août 2014 à Porto au Portugal, est un officier et homme politique portugais.
Il est le frère cadet de l'homme politique Aureliano Capelo Veloso (pt) et l'oncle du chanteur Rui Veloso.

## Biographie
António Pires Veloso commence ses études au Liceu Alexandre Herculano (pt) de Porto en 1944 puis à la Faculdade de Ciências da Universidade do Porto (pt). Il continue à l'académie militaire (en) puis à l'Escola Prática de Infantaria (pt). À la colonie portugaise de Macao, il commence sa carrière militaire comme aspirant de 1949 à 1951. Dix ans plus trad, il effectue ses premières missions de guerre durant les guerres coloniales portugaises (en Angola jusqu'en 1964 puis au Mozambique de 1965 à 1974). Le 20 juin 1962, il est fait officier de l'Ordem Militar de Avis (pt).
Il est nommé le 29 juillet 1974 capitaine de la province d'outre-mer Sao Tomé-et-Principe puis le 18 décembre haut-commandeur de la province autonome, après le changement d'identité du territoire. À la suite de la révolution des Œillets du 25 avril 1974, il quitte son poste le 12 juillet 1975, le jour de l'indépendance du pays. Il travaille ensuite comme général à la région militaire basée à Porto et comme commandant de la région Nord dès septembre 1975  puis participe le 25 novembre à la tentative du coup d'État militaire contre le gouvernement portugais, et tente de faire de Porto un gouvernement provisoire. Il rejoint le Conseil de la Révolution entre 1975 et 1977, quittant son poste de commandant de la région du Nord.
Il se présente sans étiquette à l'élection présidentielle portugaise de 1980, mais n'obtient que 45 132 voix, soit 0,78 % des exprimés.
Pires Veloso est promu officier général en 1988 par l'Instituto de Altos Estudos Militares (pt) et reçoit des mains de l'ancien maire de Porto Rui Rio le 26 avril 2006 la médaille du Mérite municipal (grade or) pour sa « performance militaire » et son « rôle fondamental dans la consolidation de la démocratie nationale au cours de la période où il commandait la région militaire du Nord ». Le 25 novembre 2008, il publie chez Âncora Editora ses mémoires intitulés Vice-rei do Norte: memórias e revelações.
À la suite d'un accident vasculaire cérébral, il décède le 17 août 2014 à l'hôpital militaire no 1 (pt) de Porto, à 88 ans.

## Publications
- (pt) Vice-rei do Norte: memórias e revelações, Âncora Editora, 466 p.  (ISBN 978-9-7278-0220-3)